# アルフィル
| a5 black cross | b5 | c5                          | d5 | e5 black cross |
| a4             | b4 | c4                          | d4 | e4             |
| a3             | b3 | c3 white upside-down bishop | d3 | e3             |
| a2             | b2 | c2                          | d2 | e2             |
| a1 black cross | b1 | c1                          | d1 | e1 black cross |

アルフィル（alfil）はフェアリーチェスの駒の一つであり、斜めに2マス跳んで移動できる。名称はアラビア語で象を意味する「アル・フィール (الفيل)」から。多くのチェス類では、間の駒を飛び越えることができる。エレファント（elephant）とも呼ばれる。以下ではAの略号で表わす。
シャンチー（中国象棋）の象に相当するが、シャンチーでは間の駒を飛び越えることはできない。

## 歴史および命名
アルフィルは非常に古い駒であり、タメルラン・チェスやシャトランジといった非常に初期のチャトランガ系の将棋で見られる。シャンチーにおける象はアルフィルと同様に動くが、間の駒を飛び越えることはできない。
この駒は元々「象」（ペルシャ語: ピール）や別称のhasty、gaja（どちらもサンスクリット語で象を意味する）と呼ばれていた。おそらく将棋が誕生した時の駒の一つであり、チャトランガやシャトランジで見られる。しかし、元々の駒の動きは分かっていない。現在のアルフィルの動きに加えて、ダッバーダと同じく縦横に2マス跳ぶか、日本の将棋の銀将のように動くかの2つの可能性が考えられる。ダッバーダの動きを用いる将棋類は絶えているが、銀将と同じ動きをする駒はビルマのシットゥインやシャムのマークルックに存在する。Henry Davidsonは銀将の動きが実際の象の4本の脚と胴体に似ていると述べている。しかし、H・J・R・マレーは『チェスの歴史』において、斜めに2マス跳躍するのが元々の動きであると見なしている。アルフィルとフェルズ（ferz、将）がルネサンス期にそれぞれビショップとクイーンへと強化された主な理由は、これらの駒が元々（ポーンを除くと）最も弱い駒だったためである、というのがその理由付けである。アルフィルは盤上マスの8分の1にしか移動できないのに対して、ダッバーダは4分の1、銀将は全てのマスに移動できる。
将棋がインドからペルシアに渡った時、サンスクリット語の名称がペルシア語の「ピール」へと翻訳された。ペルシアからイスラム圏へ将棋が渡った時には動きは変化せず、名称がアラビア語の音韻に合うように変化したのみであった。ゆえに、名称は「fil」、次に「alfil」（alはアラビア語の定冠詞）となった。将棋が最終的にヨーロッパに到達した時にこの名称はさらに変化することもあったが、結局はビショップと呼ばれるようになった。「アルフィル」は現在でもスペイン語や一部のヨーロッパの言語におけるビショップの名称であるが、英語のチェス・プロブレムでは元々のアルフィルの動きを指す名称として使われるようになった。

## 価値
アルフィルそれ自身の強さはポーンとあまり変わらないが、その他の駒への付加的な力としてはナイトの半分の価値である。盤上の異なる領域に進むことができる8個のアルフィルとキングで相手の裸のキングを容易にチェックメイトできる。8×8マスのチェスボードの8分の1のマスにしか移動できないため、それ自身の駒としての価値はひどく損われている。しかし、その他の駒と組み合わせることによって、この弱点をある程度隠すことができる。